# Gurinhatã
Gurinhatã é um município brasileiro do estado de Minas Gerais. Sua população recenseada em 2022 era de 5 192 habitantes. Fundada em 1962.

## História
Gurinhatã foi emancipada por Adalardo Muniz Borges, filho da terra e vereador do município de Ituiutaba - MG, de onde Gurinhatã era distrito.
Adalardo foi prefeito por três vezes e levou muita coisa para cidade.
Além de Adalardo outros prefeitos influentes foram: Waltruides Azambuja (Nêm), Tudim, Dr. Esli.
Atualmente é administrado por Wender Luciano Araújo (2017/2020).
Além de acomodar o HOTEL conta com o restaurante, sendo uma das comidas caseiras mais gostosas de toda a região do triângulo mineiro, Restaurante Jeitinho Mineiro, Restaurante Serve Bem e a Cantina Tropical que há mais de 20 anos serve a cidade como restaurante e churrascaria.
A cidade conta com uma turma jovem que faz o que pode para aumentar o lazer da cidade juntamente com os bares: VIP BAR, BAR NA VENDA, e a famosa e tradicional venda da Dona Geraldina.
A festa que move a cidade é o FUTVAL, que conta com um grande torneio de futebol, com times de todos os lugares da região e de outros estados como: São Paulo, Brasília, Campina Verde, Iturama, Ituiutaba, Uberlândia, entre muitos outros que são responsáveis por uma festa maravilhosa na Praça Central da cidade que leva mais de 30 mil pessoas na cidade na sua época que é no feriado do trabalhador em 1 de Maio.[carece de fontes?]
Quem não conhece, seja bem-vindo. Quem conhece até mais vezes pois quem bebe a água de lá sempre volta para beber mais um pouco.
Foram os ameríndios da tribo CAIAPÓS, os originários habitantes do sertão onde se situa hoje o município de Gurinhatã. Ali viviam, até a chegada do home branco, as tribos indígenas dominadoras destas paragens entre os rios Tijuco e da Prata, numa superfície regional pouco acidentada e formando um modelar "pilão" neste Brasil-Central.
Gurinhatã é efeito da ação desbravadora de bravos bandeirantes, e da determinação de vários intrépidos sertanistas, que se tornaram seus primeiros posseiros, responsáveis, no passado, por sua situação atual, no contexto das Minas Gerais.
Na obra denominada "Toponímia de Minas Gerais", do autor Joaquim Ribeiro da Costa, da Imprensa Oficial da Capital Estadual Belo Horizonte, o nome GURINHATÃ, na etmologia vernácula significa: "A AVE QUE CANTA MUITO", traduzindo-se assim: "GUIR + ENHÉ + ATÁ". Seu adjetivo gentílico que melhor identifica é GURINHATÃENSE.
Por tradição familiar, numa linguistica não formal, porém coloquial, seus moradores a chamam carinhosamente de "CIDADE DO PÁSSARO AZUL".
O ilustre galeno EDELWEIS TEIXEIRA, Historiador abalizado e cujo nome se encontra registrado imortalmente no LIVRO DE OURI da História das primeiras e principais cidades do falado "SERTÃO DA FARINHA PODRE", é que nos reporta, numa mnemônica imperecível, GURINHATÃ, o antigo e badalado SÃO JERÔNIMO.
" O nome ameríndio significa "SANHAÇO AZUL", nome científico da Euphonia aurea, família dos TANAGRÍDEOS.
A fazenda de São Jerônimo Pequeno, nas cabeceiras do ribeirão desse nome, pertenceu a José Venâncio Machado de Resende, falecido antes de 1874. À beira da estrada, debaixo de frondoso jatobazeiro, ergueu-se um cemitério, o "Cemitério do Jatobá", diz Edelweis.
"Sucedeu-lhe, na posse, José Nunes de Medeiros, que por sua vez vendeu-a a Antônio Bartolomeu, vulgo "Antônio Abadis", por ser natual de Tupaciguara, denominada "Terra da Mãe de Deus", antiga Abadia do Bom Sucesso. Ao efetuar a partilha entre os herdeiros, Hilário Guimarães foi se afazendar no perímetro do atual patrimônio da povoação. José Martins Alameu, nascido Há 24 de agosto, São Bartolomeu, dia aziago pela matança dos huguenotes na França, Alameu era oriundo do Prata, foi o doador do patrimônio, inaugurado festivamente a 25 de maio de 1930. Por título passado em setembro de 1930, oficializou-se a doação em escritura pública. Nos fundos da capela, cerca de 200 metros, ao nascente, está o primitivo cemitério. Em nossas pesquisas - diz Edelweis, fomos encontrar ao lado do cepo do jatobazeiro que o machado destruidor a pouca havia derrubado…"[carece de fontes?]
"Na casa do Cornélio Antônio Ferreira, Padre Magalhães realizou diversos batizados em junho de 1928. Dedicada a São Jerônimo, o tradutor da Vulgata, foi benzida em 1942 pelo Bispo Diocesano, finaliza Edelweis. Atualmente a Paróquia de São Jerônimo conta com Vigário próprio e está ligada à Cúria Diocesana de Ituiutaba."
DISTRITO DE FLOR DE MINAS.
Gurinhatã passou a distrito de Ituiutaba pelo Decreto-Lei Nº 1058, de 31 de dezembro de 1943. O município foi criado em 31 de dezembro de 1963, pela Lei Estadual Nº 2764. Já sua instalação deu-se Há 1º/03/1963. Seu antigo arraial satélite chamado GURITA, pela Lei Nº 8285, de 8 de outubro de 1982 foi elevado a Distrito, com o novo nome de FLOR-DE-MINAS, sendo instalado solenemente em 16 de março de 1983. O ainda distrito de Flor de Minas está situado no extremo noroeste do seu município (Gurinhatã), à margem esquerda da Rodovia "BR-365".
COMARCA DE ITUIUTABA
o município está subordinado à comarca de Ituiutaba.
Fonte: IBGE.

## Ligações Externas
- Prefeitura de Gurinhatã
- Câmara municipal de Gurinhatã
- Gurinhatã no IBGE Cidades